# Anastrepha tenella
Anastrepha tenella är en tvåvingeart som beskrevs av Zucchi 1979. Anastrepha tenella ingår i släktet Anastrepha och familjen borrflugor. Inga underarter finns listade i Catalogue of Life.